# Choroba gazowa
Choroba gazowa – choroba ryb powodowana przez nadmierne stężenie tlenu w wodzie.

## Opis
Choroba gazowa występuje u wielu gatunków ryb. 
Przy silnym nasłonecznieniu, w wodzie dochodzi do zwiększonej fotosyntezy, w wyniku której zostaje wyprodukowana duża ilość tlenu.
Rośliny występujące w wodzie powodują wzrost produkcji tlenu. Następstwem tego jest zwiększone ciśnienie gazowe.
Jest ono równoważone przez ryby w ten sposób, że ich krew pobierając tlen również nasyca się powodując podwyższone ciśnienie w układzie krwionośnym. 
Nasycenie wody tlenem jest zależne od temperatury w zbiorniku i wynosi:
- przy temp. 1°C ~ 14,5 mg/l
- przy temp. 5 °C ~ 13,3 mg/l
- przy temp. 10 °C ~ 11,8 mg/l
- przy temp. 15 °C ~ 10,6 mg/l
- przy temp. 20 °C ~ 9,5 mg/l
- przy temp. 25 °C ~ 8,6 mg/l
- przy temp. 30 °C ~ 7,8 mg/l

## Przyczyny
W warunkach akwariowych może dojść do komplikacji i choroby gazowej na skutek zbyt gwałtownego spadku natężenia oświetlenia, np. gwałtowne zachmurzenie się nieba czy też nagłe wygaszenie światła w akwarium. W tym momencie następuje zatrzymanie fotosyntezy w akwarium.
Innym czynnikiem powodującym ten stan jest np. transport ryb ze sklepu akwarystycznego lub innego źródła i transportowane do domu w sztucznie natlenianych woreczkach foliowych.
Zwiększenie zawartości tlenu poprzez dopompowywanie go stwarza w wodzie wyższe ciśnienie tego gazu. Podwyższenie ciśnienia gazów powoduje wzrost ciśnienia w układzie krwionośnym ryb. 
Wprawdzie tlen wiąże się z hemoglobiną, CO2, tworzy z wapniem rozpuszczalne związki,
ale już następny składnik azot nie tworzy żadnych związków, a na skutek swej słabej rozpuszczalności wydziela się w formie banieczek. Następuje to u ryb szczególnie przy gwałtownym nastaniu zmierzchu czy też wyłączeniu światła. 
Uchodzące banieczki gazu mogą utworzyć zatory w drobnych naczyniach krwionośnych tzw. (embolię), przy czym dochodząc do naczyń głównych mogą wywołać bardzo gwałtowne zaburzenie prowadzące często do śnięcia ryb.
Takie same efekty występują przy spadku temperatury, jak również przy dostarczaniu wody o zaniżonej zawartości gazu.
Nasycenie tlenu w wodzie przy chorobie gazowej dochodzi nawet do 20-30 mg/l. 
Częstą przyczyną pojawiania się choroby gazowej jest okres zimowy u ryb żyjących w naturalnych warunkach, gdy do zbiornika następuje np. zrzut wody z elektrociepłowni. 

## Objawy choroby
Ryba staje się mało ruchliwa, płochliwa. Brak u niej chęci żerowania z powodu "wzdęć", częste poleganie na dnie lub pływanie przy powierzchni wody. Są niespokojne, apatyczne, pojawiają się u nich plamy odbarwiające na skórze w formie "pęcherzy" podobnych w jak po oparzeniach.
Banieczki te mogą lokalizować się w obrębie skrzeli lub na skórze. Dochodzi do wystąpienia obrzęków na ciele, np. w okolicy oczu i ich zmętnienie oraz ich uwypuklenie się. W późniejszym stadium choroby ryby te tracą równowagę i w dalszym postępie choroby sną. Zaburzenia równowagi są następstwem nagromadzenia się w pęcherzu pławnym, układzie pokarmowym i jamie ciała gazów szkodliwych dla prawidłowego funkcjonowania organizmu ryby.
W badaniu histopatologicznym czy sekcyjnym ryby można stwierdzić powiększone serce, obecność gazów pod torebkami narządów. W mózgu tych ryb widoczne są wybroczyny powstałe po pękaniu drobniutkich naczyń krwionośnych.

## Zapobieganie
Zapobieganie tej chorobie można stosować w warunkach domowej hodowli akwariowej. 
- W początkowym stadium należy zmniejszyć liczbę roślin.
- Częściowa wymiana wody w akwarium dopuszczalna tylko wodą "odstałą" z łagodnym odpowietrzaniem.
- Napowietrzanie akwarium usuwa nadmiar gazu (w czasie silnej fotosyntezy). Należy stosować go umiarkowanie, raczej przy powierzchni i w postaci dużych banieczek powietrza. Ten sposób prowadzi do ułatwień i w razie zbyt dużego nasycenia gazy te łatwo mogą się ulatniać z powierzchni wody.
- Ustawianie akwarium z rybami w pobliżu okien wychodzących na stronę południową zwiększa ryzyko szybkiej fotosyntezy jak również nagłego spadku oświetlenia z powodu dużego "zachmurzenia" się nieba.
- Świeżo dostarczonym do domu rybom należy zapewnić stopniowe wyrównywanie ciśnienia i temperatury w danym zbiorniku. Dopiero po "adaptacji" można przenosić do innego akwarium.
- Należy zapewnić roślinom i rybom "częściowe" zapadanie zmierzchu poprzez instalację np. zmierzchowego wyłącznika światła i włączenie się nocnego oświetlenia, lub też ograniczenie światła do tego stopnia, aby ryby mogły spokojnie przystosować do nowych warunków i mogły oswobodzić się z nadmiaru gazów we krwi.